# Lalanne (Hautes-Pyrénées)
Lalanne is een gemeente in het Franse departement Hautes-Pyrénées (regio Occitanie) en telt 80 inwoners (2009). De plaats maakt deel uit van het arrondissement Tarbes.

## Geografie
De oppervlakte van Lalanne bedraagt 6,4 km², de bevolkingsdichtheid is dus 12,5 inwoners per km².

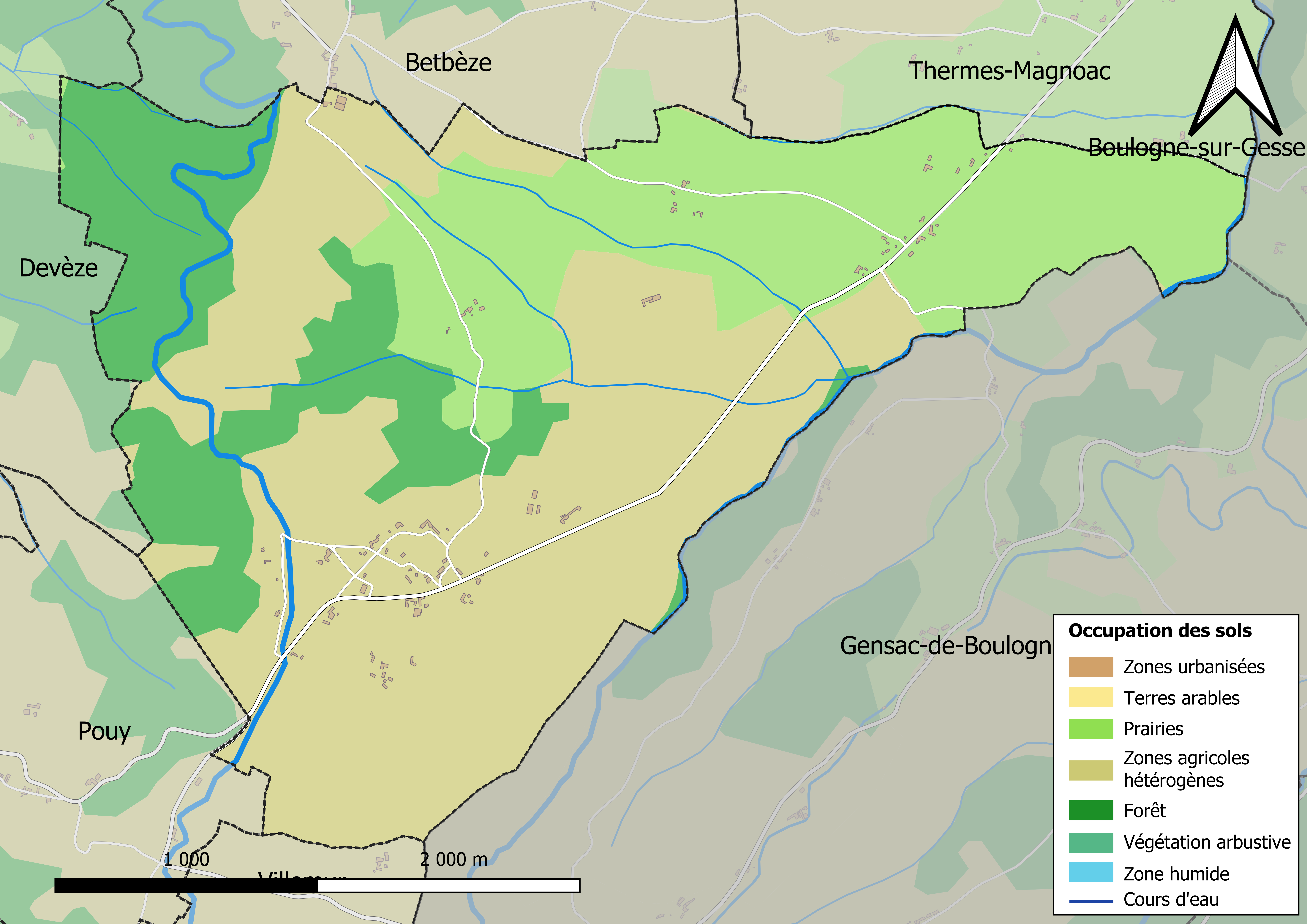
Kaart van de gemeente met belangrijkste infrastructuur, bodemgebruik en omliggende gemeenten

## Demografie
Onderstaande figuur toont het verloop van het inwonertal (bron: INSEE-tellingen).